# Đại học Y Poznań
Đại học Y Poznan (tiếng Ba Lan: Uniwersytet Medyczny im. Karola Marcinkowskiego w Poznaniu Karola Marcinkowskiego w Poznaniu) là một trường đại học y khoa nổi tiếng của Ba Lan, nằm ở thành phố Poznań ở phía tây Ba Lan. Nó bắt đầu từ sự thành lập của Đại học Poznań vào năm 1919, và được thành lập như một tổ chức riêng biệt vào năm 1950. Nó đã đạt được danh hiệu trường đại học vào năm 2007.

## Lịch sử
Lịch sử của Đại học Khoa học Y Poznan bắt đầu vào năm 1919 khi một khoa dược được thành lập tại Đại học Poznań. Một năm sau (năm 1920) Khoa Y được thành lập (trên thực tế, khoa này tồn tại từ năm 1919 như một phần của Hiệp hội bạn bè nghệ thuật và khoa học Poznań). Bộ môn Nha khoa được tạo ra vào năm 1929. Hiệu trưởng đầu tiên của Đại học Poznan là Heliodor Swięcicki và trưởng khoa đầu tiên của Khoa Y là Giáo sư Adam Wrzosek.

## Khoa học và nghiên cứu

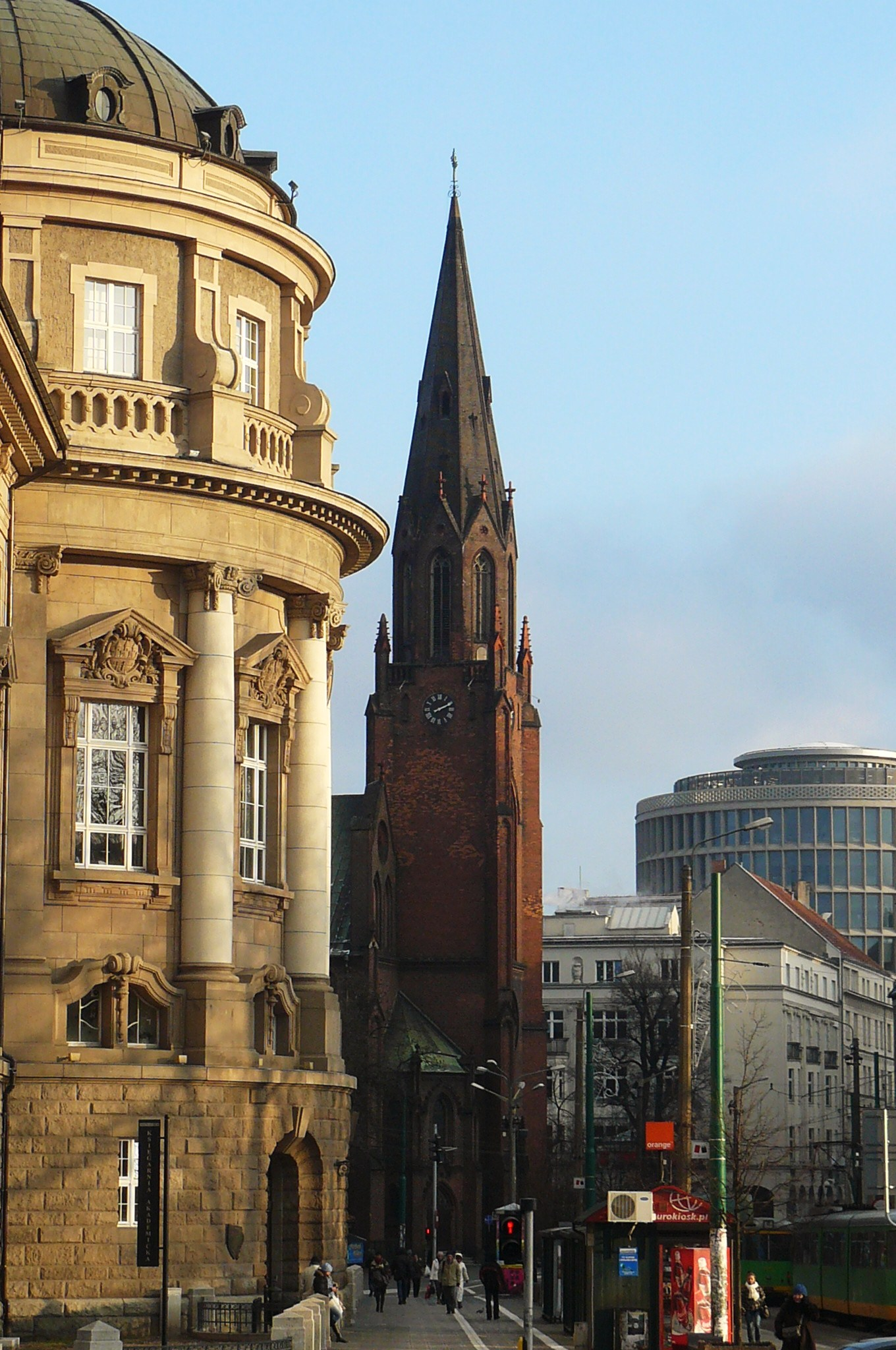
Đại học Maius

Nghiên cứu khoa học là một phần quan trọng của hoạt động Đại học YoPoznan. Phạm vi nghiên cứu khoa học được thực hiện bởi trường đại học trong việc giải quyết các vấn đề của nghiên cứu y học và lâm sàng cơ bản. Ngoài ra còn có nghiên cứu để tìm và khám phá các đại lý dược phẩm mới. Trường phát triển hợp tác khoa học và giáo dục trong các thỏa thuận và hợp đồng chính thức với các trường đại học sau (cập nhật vào ngày 1 tháng 12 năm 2006):
1. Đại học Freie, Berlin (Đức)
2. Friedrich-Alexander-Đại học Erlangen-Nürnberg (Đức)
3. Martin-Luther-Đại học Halle-Wittenberg (Đức)
4. Christian-Albrechts-Universität zu Kiel, Kiel (Đức)
5. Trường đại học tổng hợp Julian-Gutenberg, Mainz (Đức)
6. Đại học Regensburg (Đức)
7. Đại học de Rennes 1, Rennes (Pháp)
8. Đại học Henri-Poincaré, Nancy (Pháp)
9. Trường đại học degli Studi di Perugia (Ý)
10. Đại học Edinburgh (Vương quốc Anh)
11. Høgskolen i Agder (Đại học Agder) (Na Uy)
12. Høgskolen i Oslo (Cao đẳng Oslo) (Na Uy)
13. Linköpings Đại học (Thụy Điển)
14. Đại học de Genève (Thụy Sĩ)
15. Đại học Y khoa bang Grodno, Grodno (Bêlarut)
16. Đại học Y, Vitebsk (Bêlarut)
17. Đại học Dược Quốc gia, Charkow (Ukraine)
18. Đại học Y quốc gia Danylo Halytsky Lviv (Ukraine)
19. Đại học Y dược Nhà nước Nicolae Testemitanu, Chisinau (Moldova)
20. Zhong Shang Da Xue (Đại học Tôn Trung Sơn) (Trung Quốc)
21. Nara Joshi Daigaku (Đại học nữ Nara) (Nhật Bản)
22. Đại học Word Divine, Madang (Papua New Guinea)
23. Đại học Y Cao Hùng (Đài Loan)
24. Đại học Phẫu thuật Nha khoa Baltimore (Hoa Kỳ)
25. Đại học Indiana Bloomington (Hoa Kỳ)
26. Đại học Illinois tại Chicago, (Hoa Kỳ)
27. Đại học Widener, Chester Pennsylvania (Hoa Kỳ)
28. Đại học Y Pennsylvania (Hoa Kỳ)
29. Đại học Quang học Illinois, Chicago (Hoa Kỳ)

## Chính quyền nhà trường
- Hiệu trưởng: GS. Jacek Wysocki
- Phó Hiệu trưởng khoa học và quan hệ quốc tế: GS. Zenon Kokot
- Phó Hiệu trưởng phụ trách lâm sàng và nghiên cứu sau đại học: GS. Grzegorz Oszkinis
- Phó Hiệu trưởng phụ trách sinh viên: PGS. Giáo sư Mariusz Puszczewicz

## Khoa
- Khoa Y
- Khoa Y II (Chương trình Anh ngữ)

- Khoa Y học II Tuyển sinh và hỗ trợ tài chính

- Khoa Dược
- Khoa Khoa học sức khỏe

## Bệnh viện lâm sàng
Hoạt đông Giảng dạy và nghiên cứu đại học của trường chủ yếu dựa trên sự hợp tác với năm Bệnh viện lâm sàng và cả ở các thành phố khác và các bệnh viện voivodship
- Trang web chính thức của Bệnh viện lâm sàng số 1 Lưu trữ ngày 7 tháng 10 năm 2018 tại Wayback Machine
- Trang web chính thức của Bệnh viện lâm sàng số 2 Lưu trữ ngày 4 tháng 7 năm 2019 tại Wayback Machine
- Trang web chính thức của Bệnh viện lâm sàng số 3 Lưu trữ ngày 4 tháng 7 năm 2019 tại Wayback Machine
- Trang web chính thức của Bệnh viện lâm sàng số 4 Lưu trữ ngày 4 tháng 7 năm 2019 tại Wayback Machine
- Trang web chính thức của Bệnh viện lâm sàng số 5 Lưu trữ ngày 15 tháng 7 năm 2018 tại Wayback Machine

## Cựu sinh viên
Maria Siemionow đã nhận được cả bằng thạc sĩ và tiến sĩ từ Poznan. Cô là một bác sĩ phẫu thuật nổi tiếng tại Phòng khám Cleveland, người đã nhận được sự chú ý của công chúng vào tháng 12 năm 2008 khi cô lãnh đạo một nhóm sáu bác sĩ phẫu thuật trong một cuộc phẫu thuật kéo dài 22 giờ, thực hiện ca ghép mặt đầu tiên ở Hoa Kỳ cho bệnh nhân Connie Culp.